# (32072) Revanur
(32072) Revanur est un astéroïde de la ceinture principale.

## Description
(32072) Revanur est un astéroïde de la ceinture principale. Il fut découvert le 7 mai 2000 à Socorro (Nouveau-Mexique) par le projet LINEAR. Il présente une orbite caractérisée par un demi-grand axe de 3,01 UA, une excentricité de 0,17 et une inclinaison de 1,0° par rapport à l'écliptique.

## Compléments